# Regionalväg 116
Regionalväg 116, även benämnd Svidjavägen (finska: Seututie 116 eller Suitiantie, är en landsväg i Finland. Vägen börjar vid Lojo och slutar i Sjundeå kyrkoby i korsningen mellan Svidjavägen och Förbindelseväg 1130. Från Sjundeå kan man åka till Virkby eller till Stensvik i Esbo via Förbindelseväg 1130.
Längs Svidjavägen finns bland annat Munka avfallscentral, Svidja slott, Tupala-Nyby herrgård och Sjundeå kyrka.